# Narthex

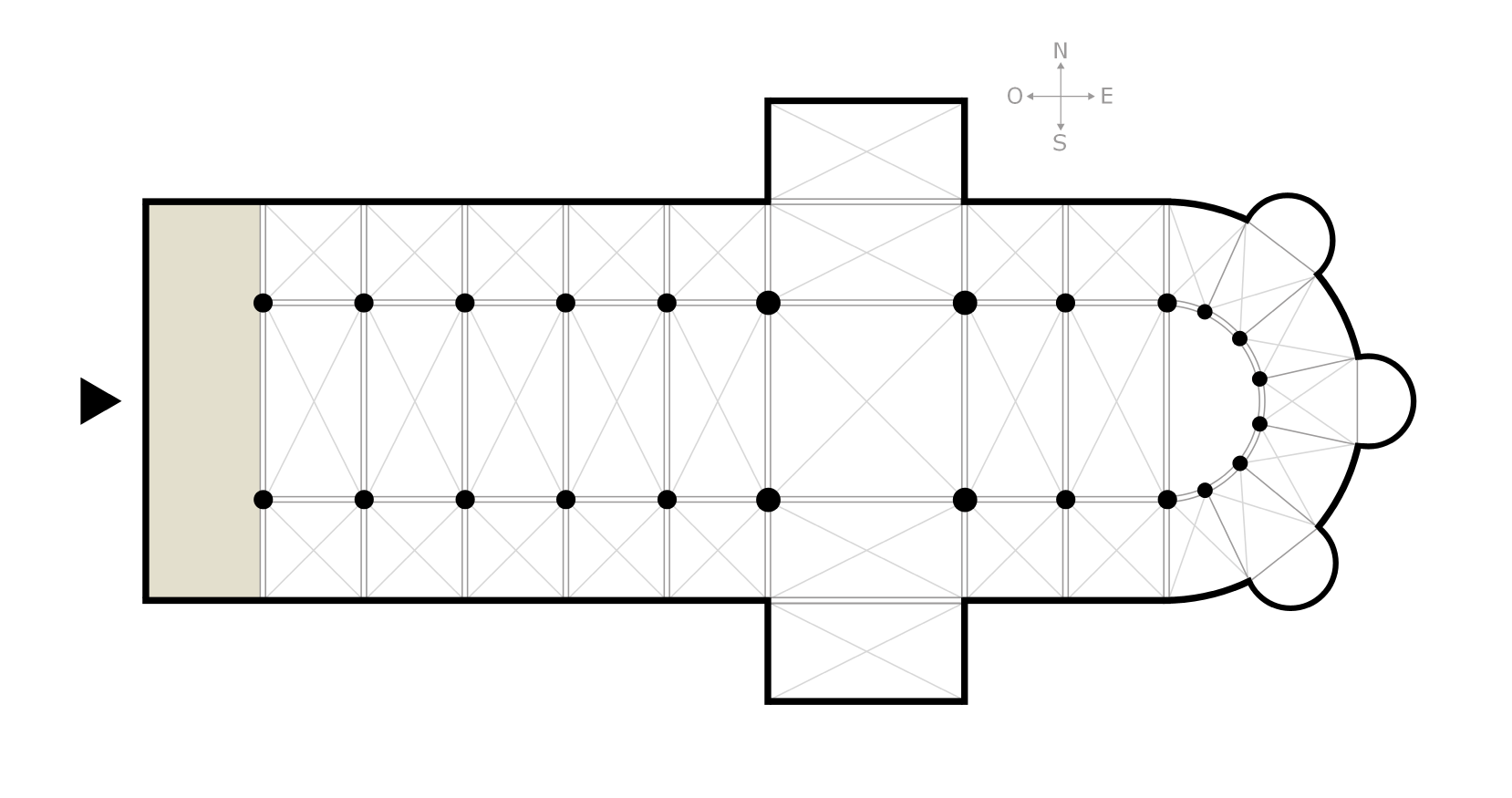
narthex

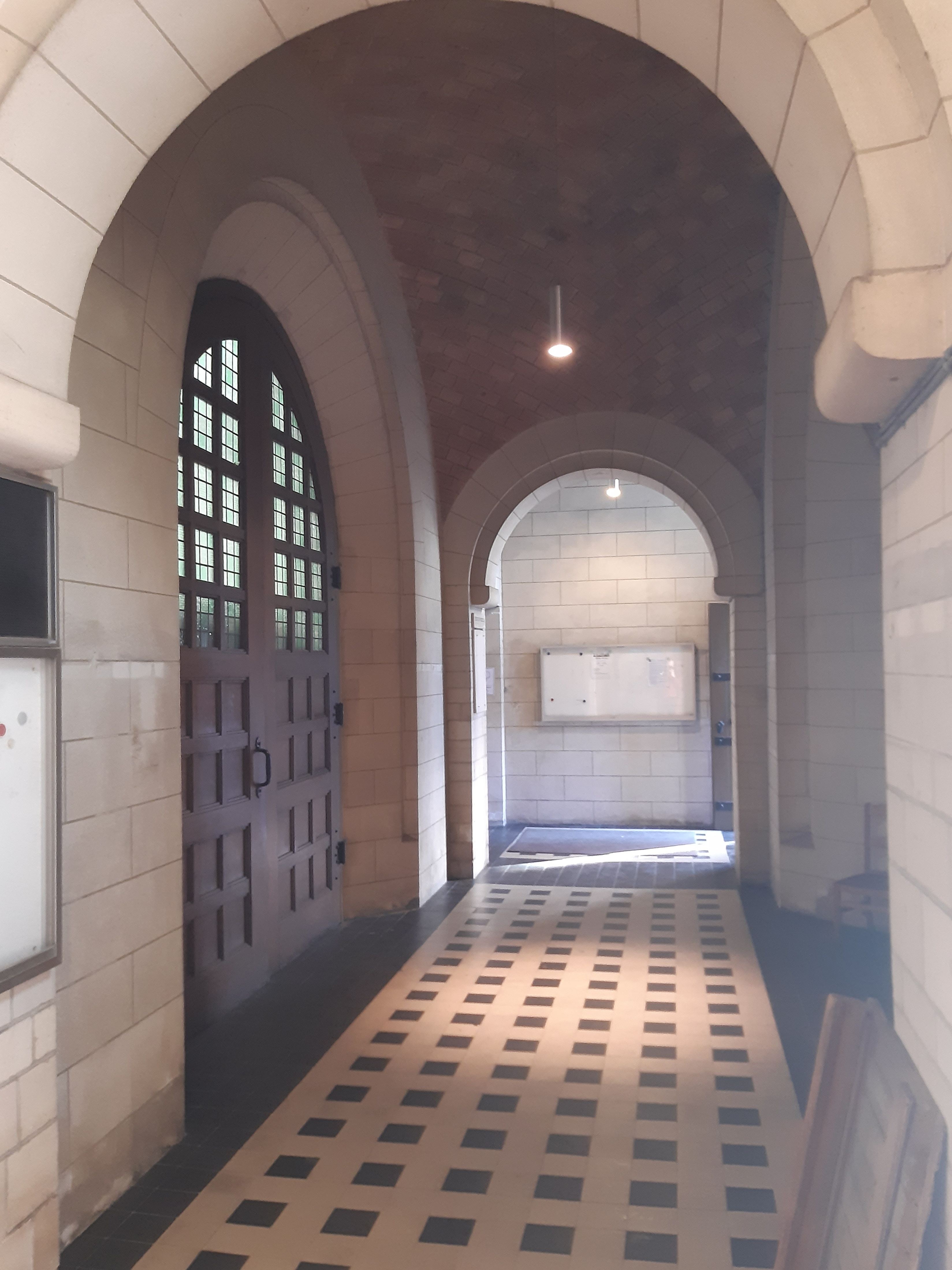
Narthex van de neoromaanse Sint-Pauluskerk in Gent, afgescheiden van het schip door een muur met een poort en twee deuren

De narthex, soms ook atrium of paradijs genoemd, is de voorhal of het portaal van een kerkgebouw.
De narthex was oorspronkelijk een voorhal en maakte deel uit van de galerij om het atrium, de voorhof, van vroegchristelijke kerken, maar kreeg later het karakter van een portiek. Men veronderstelt dat catechumenen, de doopleerlingen, en penitenten, de boetelingen, hier mochten staan. Waar het atrium later verviel, ging de narthex deel uitmaken van de kerk zelf en werd meer een besloten ontmoetingsruimte. In de pelgrimskerken met nog een romaanse architectuur vormde de narthex vaak een afgescheiden voorkerk waar de pelgrims werden gemaand de wereldlijke onrust van zich af te laten glijden alvorens tot het heilige binnen te treden.
Als onderdeel van de ingang ligt de narthex traditioneel aan de westzijde van de kerk. Zo werd de narthex in het Maas- en Rijngebied vervangen door een westwerk, een apart bouwwerk met eigen priesterkoor, het 'westkoor', en soms enkele verdiepingen met galerijen rondom een atrium. Een voorbeeld hiervan is de Basiliek Sainte-Marie-Madeleine van Vézelay waar een eerste portaal met timpaan, dat het laatste oordeel voorstelt, toegang geeft tot de narthex en een tweede portaal vanuit de narthex toegang geeft tot de kerk.
De algemene betekenis van atrium is een centrale ruimte in een gebouw, die van paradijs komt overeen met narthex. De ruimte werd zo genoemd, omdat er veel afbeeldingen van Adam en Eva in waren aangebracht.